# The Flame Alphabet
The Flame Alphabet ist ein Musikalbum des Rodrigo Amado Motion Trio mit Jeb Bishop. Die am 30. Mai 2011 in den Namouche Studios in Lissabon entstandenen Aufnahmen erschienen im Februar 2013 auf Not Two Records.

## Hintergrund
Die Zusammenarbeit zwischen dem portugiesischen Saxophonisten Rodrigo Amado und seinem Motion Trio mit dem Chicagoer Posaunisten Jeb Bishop brachte in den 2010er-Jahren zwei Alben hervor: die Liveaufnahme Burning Live at Jazz ao Centro (JACC Records, 2012) und die Studioaufnahme The Flame Alphabet, entstanden 2011. Dem Motion Trio gehörten weiterhin der Cellist Miguel Mira und der Schlagzeuger Gabriel Ferrandini an.

## Titelliste
- Rodrigo Amado Motion Trio + Jeb Bishop: The Flame Alphabet (Not Two Records MW 896-2)[1]

1. Burning Mountain 9:22
2. The Flame Alphabet 11:05
3. First Light 7:52
4. Into the Valley 13:57
5. The Healing 4:28

Die Kompositionen stammen von Ferrandini, Bishop, Mira und Amado.

## Rezeption

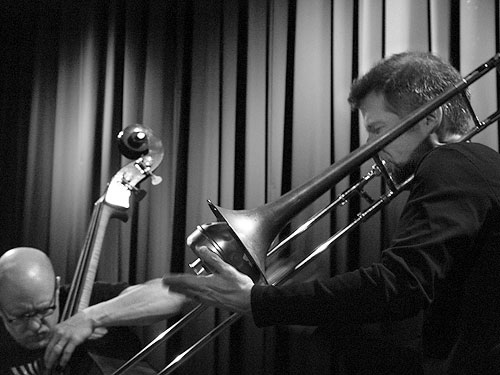
Jeb Bishop (2009)

Nach Ansicht von Eyal Hareuveni, der das Album in All About Jazz rezensierte, ermöglicht es diese Studioaufnahme dem Amado Motion Trio mit Bishop, ihren gemeinsamen Ansatz zu präsentieren – kraftvollen und temperamentvollen Free Jazz in fünf improvisierten Stücken. Die Interaktion zwischen Amado und Bishop sei unmittelbar, eindringlich und natürlich. Beide Bläser würden vor Ideen sprühen, reflektieren, ergänzen und forderten die Artikulation des anderen in Sekundenschnelle heraus und hielten die Intensität selbst in den kurzen Abschnitten hoch. Cellist Miguel Mira fungiere weitgehend als Bassist und spiele das Cello nur selten Coll’arco, während das treibende Schlagzeugspiel von Gabriel Ferrandini die geschäftige, energetische Bewegung in einem flexiblen rhythmischen Rahmen verankere.